# Олгерд Войташевич
О̀лгерд А̀дриан Войташѐвич (на полски: Olgierd Adrian Wojtasiewicz) е полски езиковед китаист, преводач, професор във Варшавския университет. Автор на важния труд „Въведение в теорията на превода“ (на полски: Wstęp do teorii tlumaczenia, 1957).

## Научни трудове
- Ciu Juan (1954)
- Wstęp do teorii tłumaczenia (1957)
- Towards a General Theory of Sign System (1962 – 1967)
- Formalna i semantyczna analiza polskich spójników (1972)